# Mark Berger
Mark Berger, född den 3 januari 1954 i Tjernivtsi, Ukraina, är en kanadensisk judoutövare.
Han tog OS-brons i herrarnas tungvikt i samband med de olympiska judotävlingarna 1984 i Los Angeles.